# Expander (Sport)
Als Expander bezeichnet man im Sport ein Fitnessgerät, das in der Regel aus zwei Handgriffen besteht, welche über eine Zugfeder, ein Band oder eine Spannschnur miteinander verbunden sind. In vielen Ausführungen lässt sich die Anzahl der Zugfedern, Bänder oder Schnüre variieren, in einigen auch deren Länge. Der Expander selbst ist ein einfaches aber flexibles Fitnessgerät, das in seiner Grundform schon seit Jahrzehnten verbreitet ist und noch heute zu den beliebtesten Heimfitnessgeräten zählt.

## Einfacher Expander

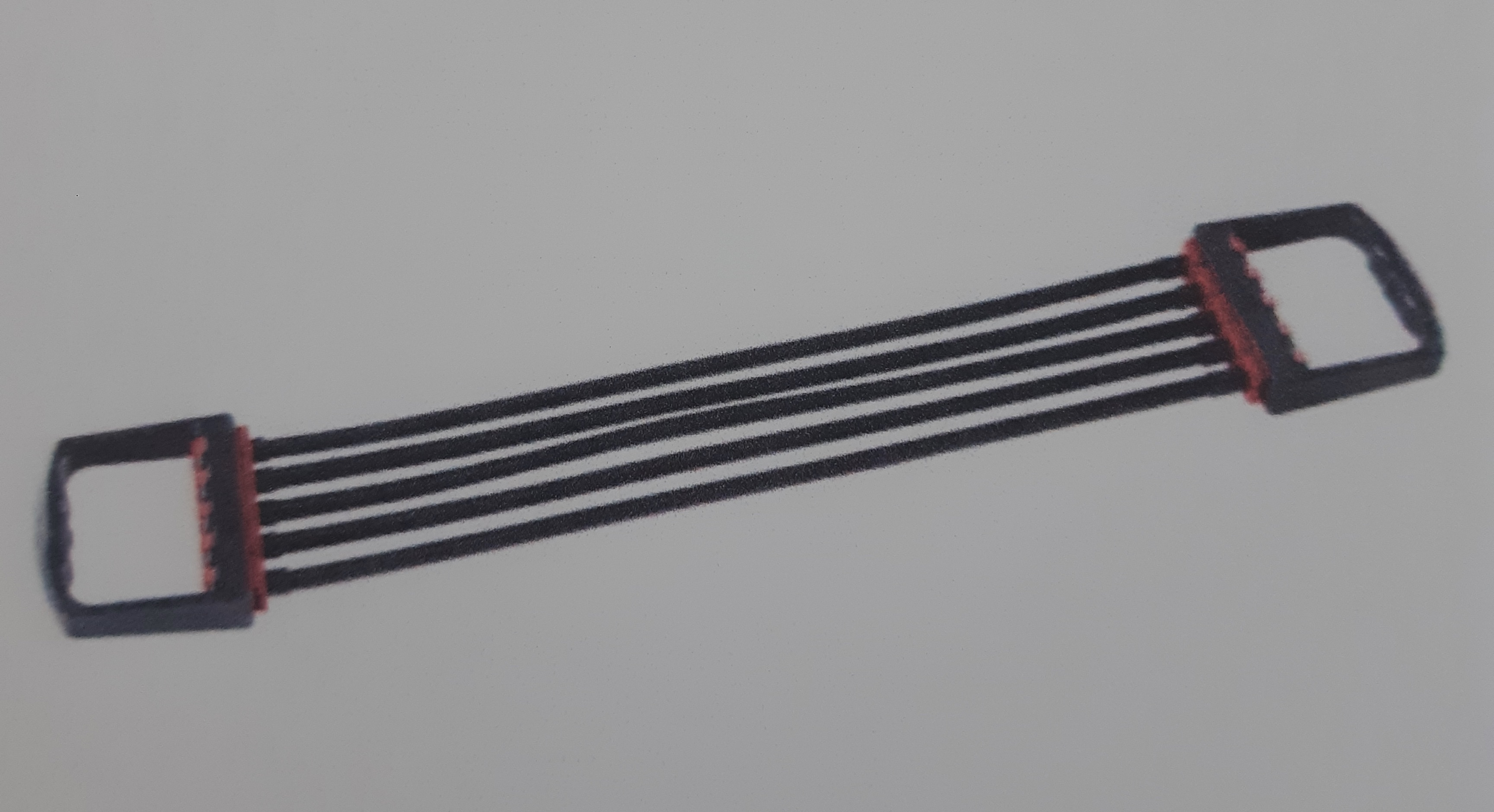
Einfacher Expander

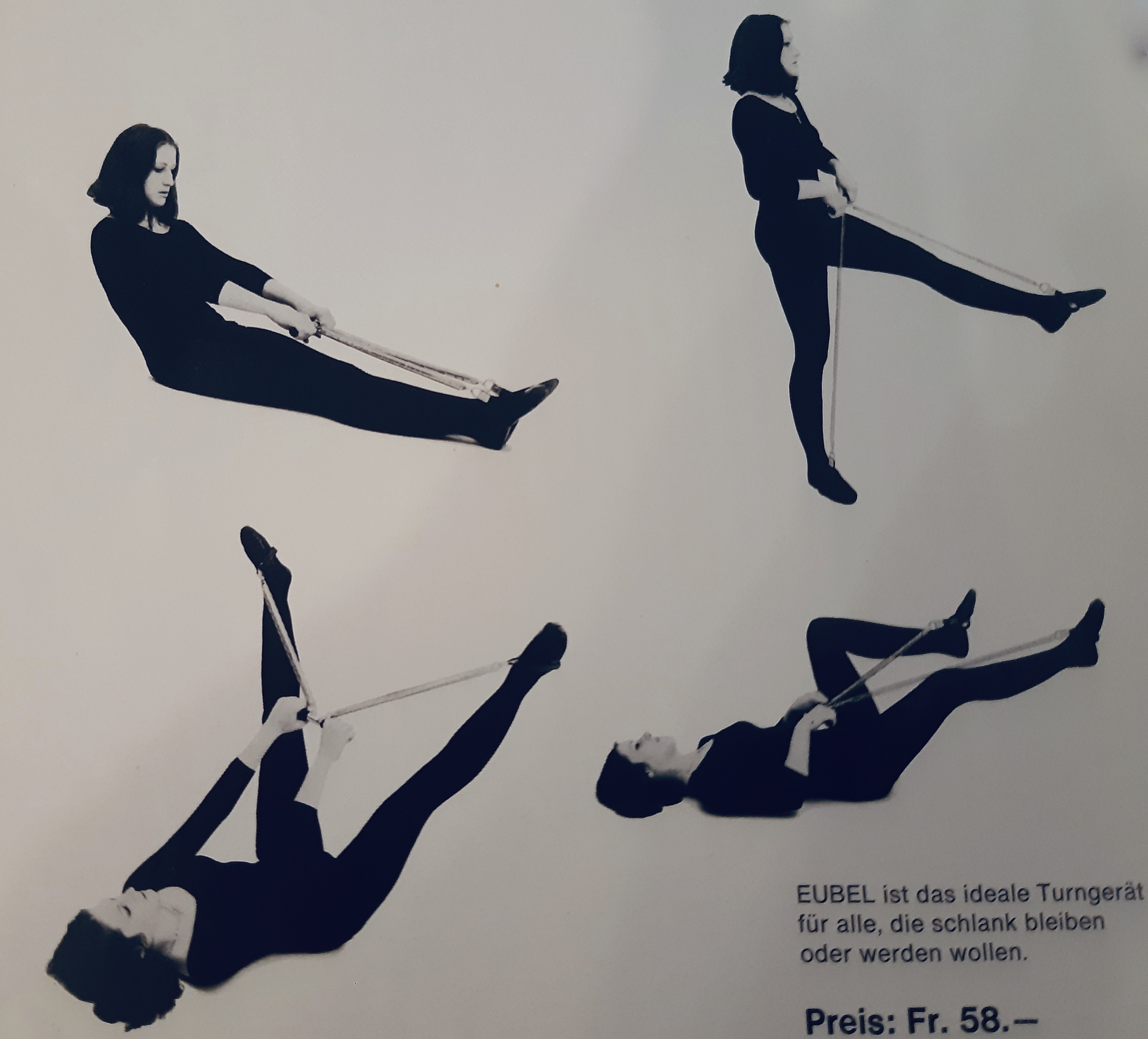
EUBEL Werbung, 1972

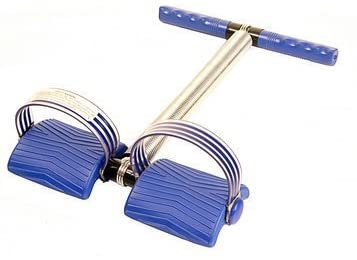
Fussexpander, 2020

Der erste Expander wurde 1903 von der Solinger Firma H&W Kampschulte als eines der ersten Heimfitnessgeräte überhaupt entwickelt. Er wurde im selben Jahr unter dem Namen Zimmerturngerät zum Patent angemeldet (dieses Gerät nennt man im Französischen nach Eugen Sandow auch "Sandow").
Harry Gelbfarb, ein geborener Wiener, der nach Ende des Zweiten Weltkriegs in die USA emigrierte, kam dort mit dem Bodybuilding in Kontakt. Gelbfarb galt neben seiner Sportbegeisterung auch als wahrer Pionier und Tüftler. Und so meldete er 1958 nach seiner Rückkehr nach Deutschland unter anderem das Patent für einen von ihm entwickelten Gummi-Expander an.

## Erweiterter Expander
Ein wichtiger Schritt in der Entwicklung des Expanders war das Jahr 1970, als der in Marling bei Meran geborene Eugenio Beltrami sein Expandermodell zum Patent anmeldete. Durch sein neuartiges Fitnessgerät wurde ein einfaches und umfassendes Training von verschiedenen Muskelpartien ermöglicht. Das preiswerte und handliche Heimfitnessgerät wurde ab dem Jahr 1971 unter dem Markennamen EUBEL in der Schweiz produziert und in den darauffolgenden Jahren erfolgreich in Europa und den USA vertrieben.
Ein Meilenstein war das Jahr 1972, als Eugenio Beltrami mit seiner Erfindung am 21.  Salon International des Inventions Bruxelles den zweiten Rang und die Verleihung der Silbermedaille erzielte.  Sein Expander zählt in seinen verschiedenen Varianten bis heute zu den weltweit beliebtesten Heimfitnessgeräten.

## Anwendung
Die verschiedenen Modelle des Expanders sind grundsätzlich für das von einer Person alleine durchgeführte Heimtraining gedacht. Die Anwendung eines einfachen Expanders besteht darin, eine oder mehrere Zugfedern, ein Gummiband oder eine Spannschnur mit Hilfe der eigenen Muskelkraft zu dehnen. Dabei können die Übungen sowohl vor als auch hinter dem eigenen Körper durchgeführt werden. Die Übungen vor dem eigenen Körper beanspruchen vor allem die Arm- und die Schultermuskulatur, diejenigen hinter dem eigenen Körper hingegen die obere Rückenmuskulatur.
Bei dem auf dem Modell von Beltrami basierenden Pedalexpander kann zusätzlich auch noch die Bein-, Bauch- sowie Rückenmuskulatur trainiert werden. Die Übungen können bei diesen Modellen in den verschiedensten Varianten durchgeführt werden. Ein Expander kann auch die kleinsten, stabilisierenden Muskeln trainieren, da diese benötigt werden, um den Expander bei der Übungsausführung daran zu hindern, nach vorne oder hinten auszubrechen.

## Impander
Ein gegensinnig wirkendes Gerät, das nicht auf Zug, sondern auf Druck benutzt wird, ist unter dem Namen ‚Impander‘ im Handel.